# Arkeologiska landskapet vid de första kaffeplantagerna i sydöstra Kuba
Arkeologiska landskapet vid de första kaffeplantagerna i sydöstra Kuba blev ett världsarv år 2000. Lämningarna av dessa planteringar från 1800-talet är bara ett exempel på ett nytt sätt att bedriva jordbruk i den svåra terrängen nära Sierra Maestra. 
Två världsarvskriterier uppfylls, iii och iv. 
| ” | Kriterium iii: Lämningarna av 1800- och tidiga 1900-talets kaffeplantage i östra Kuba är unika och ett talande vittnesbörd för en form av urskogsjordbruk vars spår har försvunnit på andra håll i världen. | „ |

| ” | Kriterium iv: Produktionen av kaffe i östra Kuba under 1800- och tidigt 1900-tal resulterade i skapandet av ett unikt kulturlandskap, som illustrerar ett betydande steg i utvecklingen av denna form av jordbruk. | „ |

Följande platser finns uppsatta på världsarvslistan:
| Kod      | Nummer                   | Koordinater                         | Areal     |
| -------- | ------------------------ | ----------------------------------- | --------- |
| 1008-001 | La Gran Piedra           | 20°00′N 75°38′V / 20.000°N 75.633°V | 25 200 ha |
| 1008-002 | El Cobre                 | 20°04′N 75°55′V / 20.067°N 75.917°V | 1 300 ha  |
| 1008-003 | Dos Palmas Contramaestre | 19°59′N 76°04′V / 19.983°N 76.067°V | 19 500 ha |
| 1008-004 | Yateras                  | 20°16′N 75°03′V / 20.267°N 75.050°V | 10 600 ha |
| 1008-005 | El Salvador              | 20°19′N 75°23′V / 20.317°N 75.383°V | 8 000 ha  |
| 1008-006 | Niceto Pérez             | 19°59′N 75°23′V / 19.983°N 75.383°V | 8 700 ha  |
| 1008-007 | Provincia de Guantánamo  | 20°17′N 75°13′V / 20.283°N 75.217°V | 8 100 ha  |